# Civic Center, Manhattan

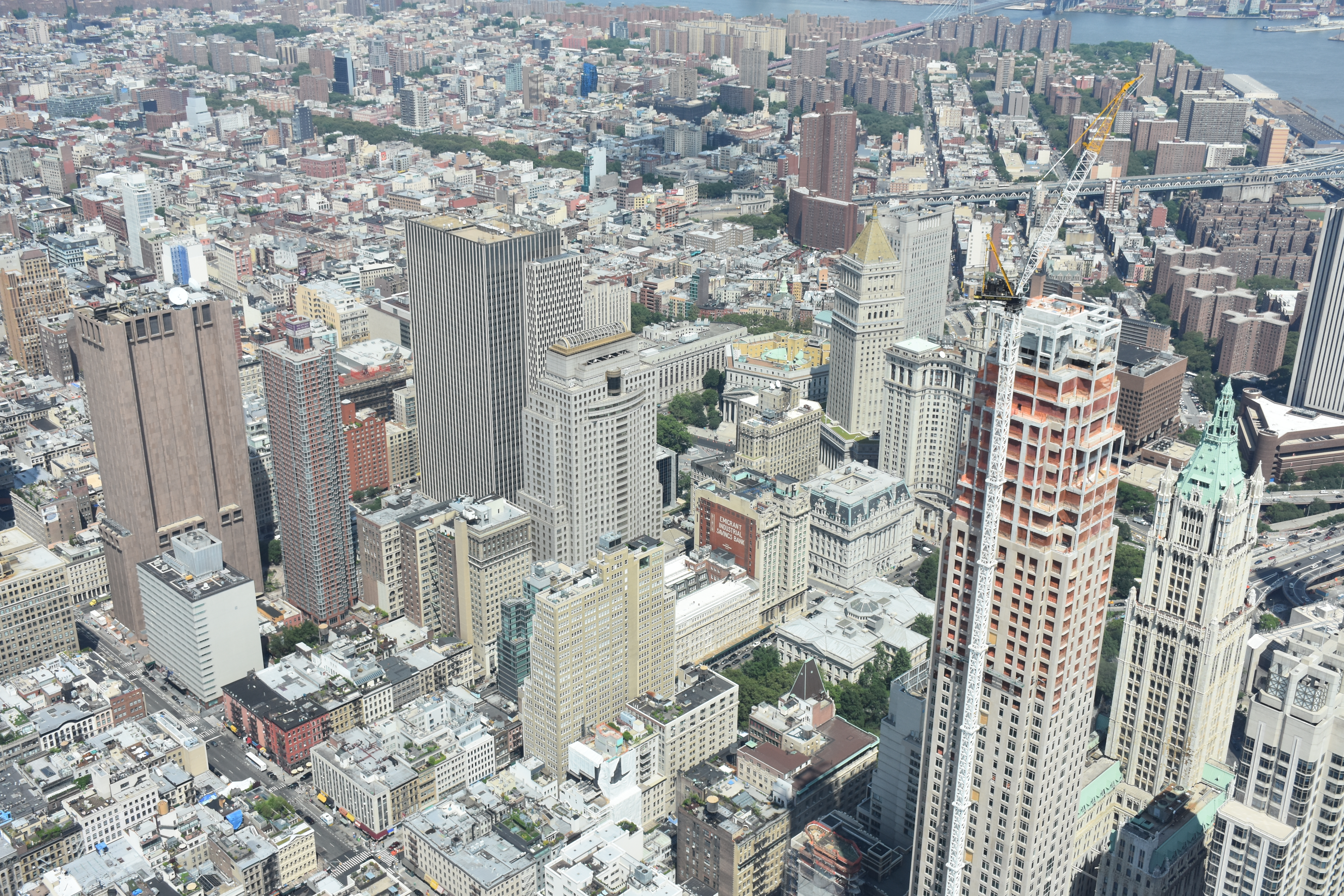
Vy över Civic Center-området från One World Observatory i One World Trade Center, bild tagen i juni 2015.

Civic Center är ett område på nedre Manhattan i New York som kännetecknas av en koncentration av olika byggnader för domstolar och andra myndigheter på federal, delstatlig (delstaten New York) samt på lokal nivå (staden New York).
Området avgränsas västerut av Tribeca vid Broadway, norrut av Chinatown vid Worth Street (eller Bayard Street), österut av East River samt Brooklyn Bridge vid South Street, och söderut av Financial District vid Ann Street. Även om området länge hyst byggnader som staden New Yorks stadshus så var det först efter ett inriktningsbeslut 1964 som området fick sin nuvarande karaktär med storskaliga skyskrapor.
Civic Center ingår i Community District 1 tillsammans med fyra andra områden.

## Byggnader i området (urval)
- 1 Police Plaza
- 8 Spruce Street
- 375 Pearl Street

New York County Courthouse på adressen 60 Centre Street, vy från Foley Square.

- Daniel Patrick Moynihan United States Courthouse (säte för United States District Court for the Southern District of New York)
- Jacob K. Javits Federal Building (säte för United States Court of International Trade)
- Manhattan Municipal Building
- Metropolitan Correctional Center, New York
- New York City Hall[3]
- New York County Courthouse (säte för New York Supreme Court)
- Ted Weiss Federal Building
- Thurgood Marshall United States Courthouse (säte för United States Court of Appeals for the Second Circuit)
- Woolworth Building